# 史耀斌
史耀斌（1958年6月—），男性，内蒙古自治区通辽市或辽宁朝阳人。中华人民共和国政治人物。

## 生平
1975年7月参加工作，1987年4月加入中国共产党。吉林财贸学院会计统计系会计专业毕业，财政部财政科学研究所研究部会计学专业硕士，英国巴斯大学社会经济学院税收专业硕士，财政部财政科学研究所研究生部财政学专业博士。
曾任中华人民共和国财政部财税体制改革司主任科员。1993年，任财政部财税体制改革司一处副处长。1994年，任税收司农业税处副处长。1995年，任农业税处处长。1997年，任税收司综合处处长。1998年，任税制税则司综合处处长。2000年，任税政司所得税处处长。2001年，任税政司副司长。2005年，任税政司司长。
2010年11月，任中共湘潭市委副书记。2011年1月3日，任湘潭市人民政府代市长，10日正式当选。2011年12月，任湖南省财政厅党组书记、厅长。
2013年9月17日，任财政部副部长。2018年1月，当选第十三届全国政协委员。2018年2月24日，当选为第十三届全国人大代表。3月，升任全国人大常委会预算工作委员会主任，晋升正部级。6月，辞去全国政协委员职务。
2023年3月，在十四届全国人大一次会议上，当选全国人大财政经济委员会副主任委员。
2023年9月1日，十四届全国人大常委会第五次会议免去史耀斌的全国人大常委会预算工作委员会主任职务。